# Kluci, pozor
Kluci, pozor je československý animovaný televizní seriál z roku 1973 vysílaný v rámci večerníčku. Poprvé byl uveden v lednu roku 1974. Bylo natočeno celkem 13 epizod. Pod výrobou seriálu je podepsán výtvarník Radek Pilař a spisovatelé Jiří Havel a Lenka Vosková.
Seriál byl natočen jako výchovný s námětem dopravní výchovy ...

## Seznam dílů
1. Kluci, pozor červená
2. Kluci, pozor na cestách
3. Kluci, pozor na sněhu
4. Kluci, pozor prázdniny
5. Kluci, pozor na kolech
6. Kluci, pozor na parkovišti
7. Kluci, pozor na výletě
8. Kluci, pozor v ZOO
9. Kluci, pozor v muzeu
10. Kluci, pozor na staveništi
11. Kluci, pozor na horách
12. Kluci, pozor při nákupu v obchodním domě
13. Kluci, pozor na parníku